# Biblioteca Nacional Central de Florença

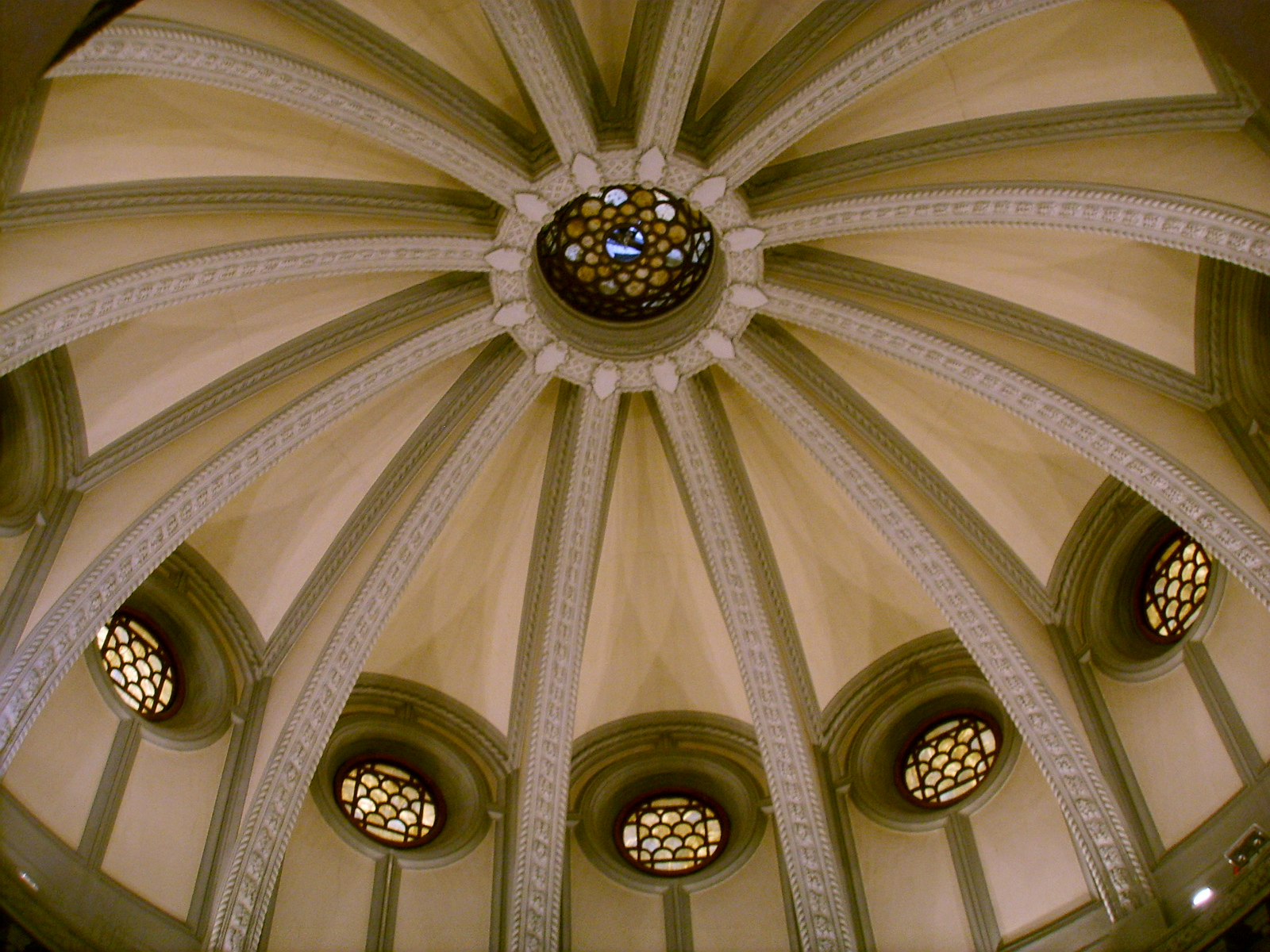
Cúpula da tribuna.

A Biblioteca Nacional Central de Florença (em italiano Biblioteca Nazionale Centrale dei Firenze) é uma biblioteca pública nacional e uma das duas bibliotecas centrais da Itália, juntamente com a Biblioteca Nacional Central de Roma. Encontra-se em Florença. É a maior biblioteca pública nacional em Itália e uma das mais importantes na Europa.

## História
A biblioteca foi fundada em 1714 quando Antonio Magliabecchi, um famoso erudito italiano, legou a sua coleção completa de livros, que compreende aproximadamente 30.000 volumes, à cidade de Florença. Desde 1743 requer-se que uma cópia de cada obra publicada na Toscana seja cedida à biblioteca. Originalmente conhecida como a Magliabechiana, a biblioteca abriu-se ao público em 1747. As suas propriedades combinam-se com as da Biblioteca Palatina, em 1861, e em 1885, a biblioteca foi rebatizada como Biblioteca Nacional Central de Florencia, ou BNCF. Desde 1870, a biblioteca recolheu as cópias de todas as publicações italianas.
Desde 1935, as coleções estão alojadas num edifício desenhado por César Bazzaniu e Vincenzo Mazzei, situado ao longo do rio Arno de Santa Cruz. Antes disto, encontravam em várias salas da Galeria dos Uffizi.
O Sistema Nacional de Bibliotecas (SBN), situado no BNCF, é responsável pela automatização dos serviços de biblioteca e da indexação das explorações nacionais.
O seu fundo bibliográfico consta de mais de cinco milhões de volumes, entre manuscritos, incunables, mapas geográficos, partituras musicais e documentos autógrafos.

Lamentavelmente, uma grande inundação do rio Arno em 1966 danou quase um terço dos fundos da biblioteca, em especial, as suas publicações periódicas e coleções Magliabechi e Palatino. O Centro de Restauração estabeleceu-se posteriormente, ao que se atribui a recuperação de muitos objectos de valor incalculável.#Contudo, ainda fica muito trabalho por fazer, e alguns artigos perderam-se definitivamente.

## Jóias bibliográficas
- O manuscrito Sidereus Nuncius, de Galileo.[3]